# Decataphanini
Decataphanini es una tribu de coleópteros polífagos de la familia Anthribidae. Contiene los siguientes géneros:

## Géneros
- Decataphanes Labram & Imhoff, 1840
- Gnoticarina Jordan, 1894